# Andrieslombaardita
L'andrieslombaardita és un mineral de la classe dels sulfurs que pertany al grup de la cobaltita.

## Característiques
L'andrieslombaardita és un sulfur de fórmula química RhSbS. Va ser aprovada com a espècie vàlida per l'Associació Mineralògica Internacional l'any 2022 i va ser publicada en el mes de juny de 2023. Cristal·litza en el sistema isomètric. És l'anàleg amb rodi de la tolovkita, la ullmannita i la wil·lyamita; també n'és l'anàleg d'antimoni de la hol·lingworthita.
L'exemplar que va servir per a determinar l'espècie, el que es coneix com a material tipus, es troba conservat a les col·leccions mineralògiques del Museu Canadenc de la Natura, al Quebec (Canadà), amb el número de catàleg: cmnmc 90353.

## Formació i jaciments
Va ser descoberta a la mina Onverwacht, situada a la localitat de Steelpoort, dins el municipi de Fetakgomo Tubatse (Limpopo, Sud-àfrica). També ha estat trobada a la granja Mooihoek, ubicada a la veïna localitat de Burgersfort. Aquests dos indrets són els únics de tot el planeta on ha estat descrita aquesta espècie mineral.